# 915-я сторожевая эскадра
915-я сторожевая эскадра (ивр. פלגה 915‎) — постоянно действующая эскадра сторожевых кораблей ВМС Израиля, подчиняющееся непосредственно командованию Красного моря ВМС Израиля. Постоянная база подразделения находилась в Шарм-эш-Шейхе, а в настоящее время находится на военно-морской базе «Эйлат». Эскадра состоит из сторожевых кораблей разных модификаций, а также в подчинении эскадры находится подразделение «Снапир». Командиром эскадры является морской офицер в звании майора.
В дополнение к специальным миссиям и военно-морским операциям по борьбе с терроризмом, эскадра отвечает за постоянную безопасность побережья Государства Израиль в районе Красного моря. Эскадра является центральной осью в усилиях системы безопасности по предотвращению проникновения террористических элементов, действующие через море.
Со дня своего основания эскадра сосредоточила свои усилия на обеспечении безопасности торговых судов, следующих в порт Эйлат. Поскольку большая часть товаров, ввозимых в страну, перевозится морем, охрана торговых путей, проходящих через территориальные воды Израиля, на протяжении многих лет определялась командованием ВМС как задача, не уступающая обороне побережья и сдерживанию морского терроризма.
В течение первого десятилетия текущего века эскадра претерпела ряд принципиальных концептуальных изменений, превративших её из морского патрульного подразделения в многоцелевое боевое подразделение, действующее на море и в прибрежной зоне, в связи с чем она заняло центральную роль в охранных мероприятиях на морской арене во время многих военных операций.

## Организационная структура

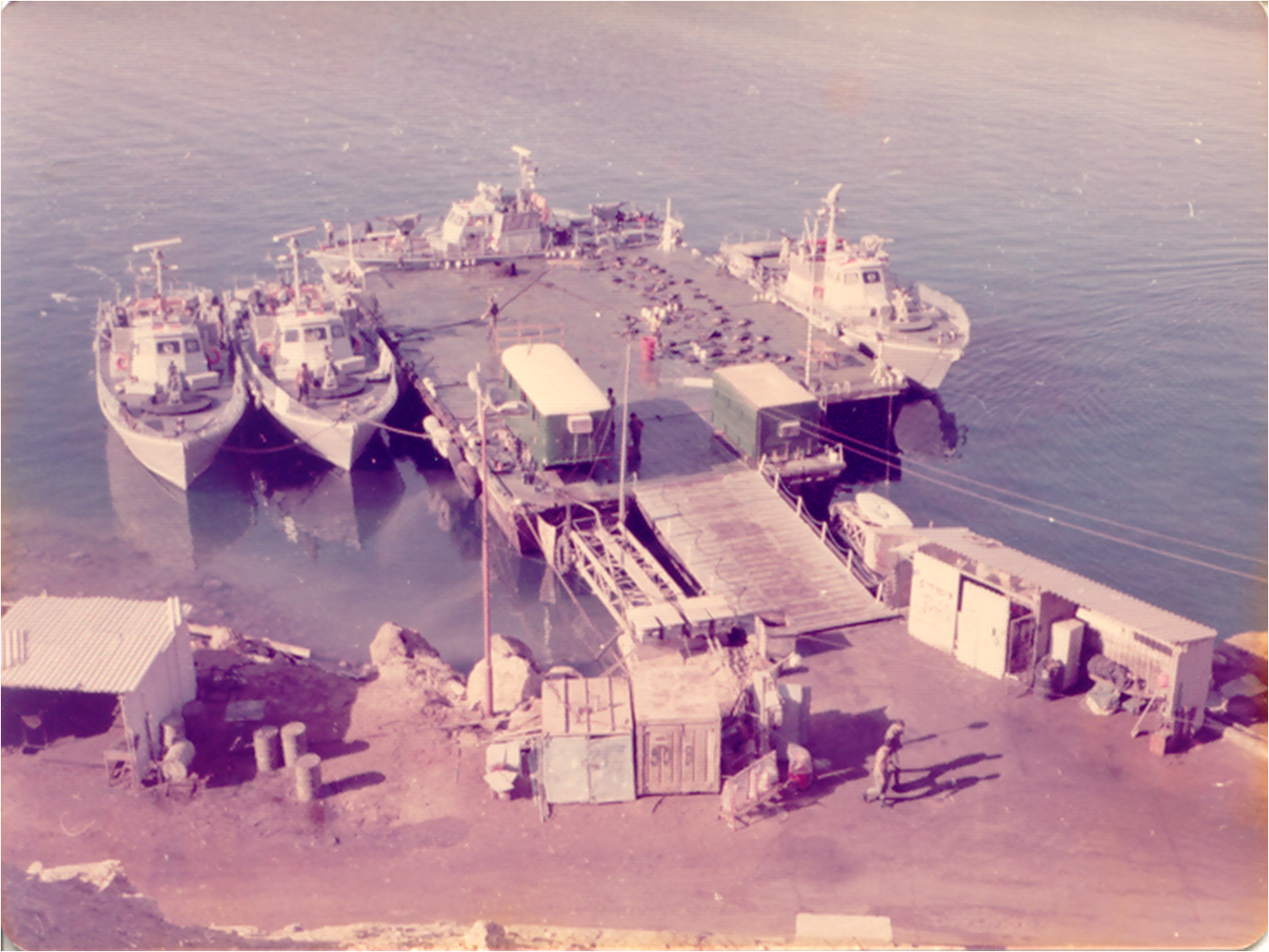
Корабли «Дабур» 915-й эскадры у причала-баржи в Шарм-эш-Шейхе, 1975 год

В эскадре имеется один патруль: патруль «Барак» и, кроме того, имеется спецподразделение Снапир, которая занимается подводно-техническими работами и охраной кораблей, возвращающихся из патруля. На самом деле это два военно-морских подразделения на базе в Эйлате. Патрулем «Барак» командует офицер в звании капитана, бывший командир корабля, выпускник школы военно-морского командования и выпускник израильской военно-морской академии. Командир эскадры — морской офицер в звании майора, прошедший курс управления кораблем в школе военно-морского командования или командования ракетным кораблём в Шайетет 3. На практике организационно-штатная структура эскадры несколько схожа со структурой батальона Армии обороны Израиля, с некоторыми отличиями, наиболее заметным из которых является то, что подразделение не находится в организационном подчинении более крупному подразделению, такому как бригада, а является автономным подразделением с уникальными задачами для сектора, в котором оно находится и действует.
Уникальный характер деятельности сторожевой эскадры не позволяет останавливать деятельность патрулей и заменять их другими силами, поэтому учения проводятся в рамках патрулирования и ложатся на плечи командира патруля, всё это во время интенсивных и коротких периодов, когда патрули, не проходящие обучение, несут бремя выполнения оперативных задач.

## Галерея

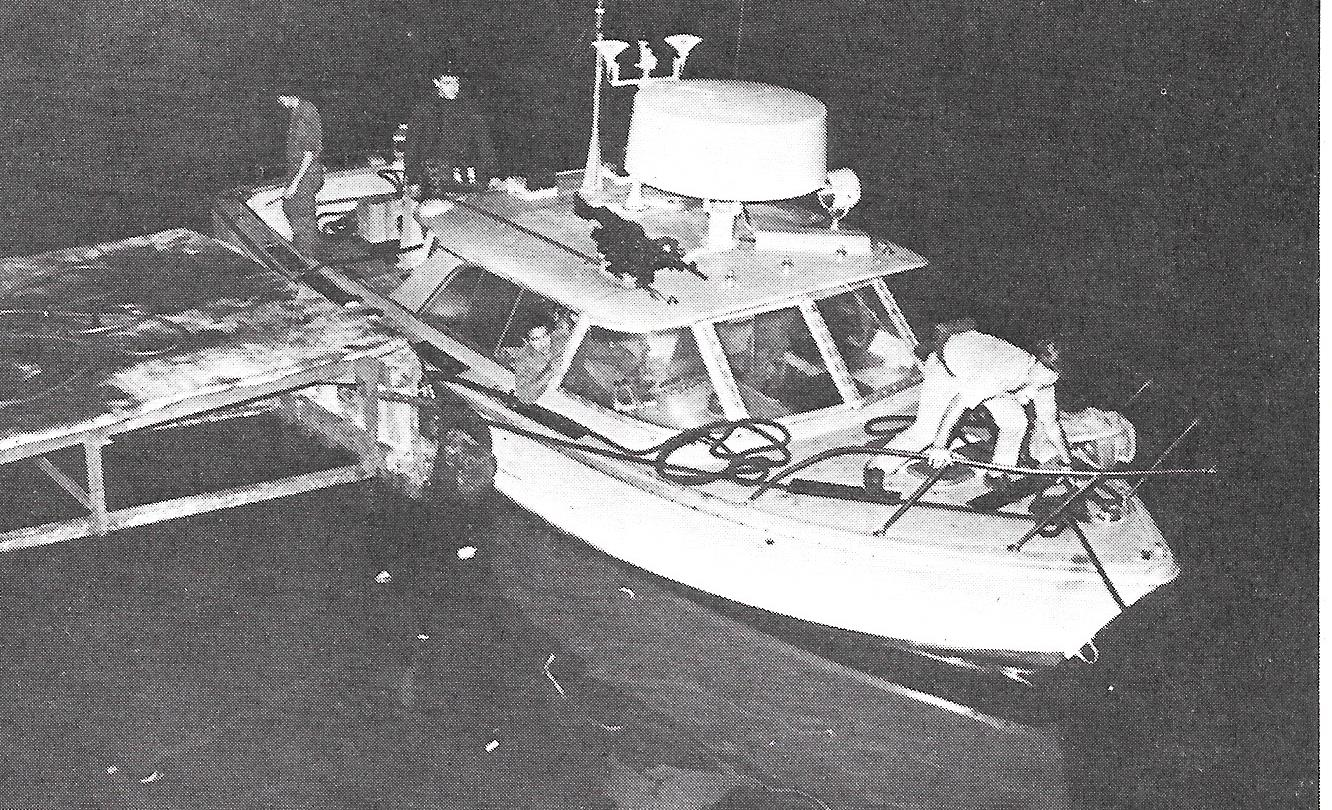
Сторожевой корабль Бартрам обеспечивает охрану базы в Эйлате, 1972 год
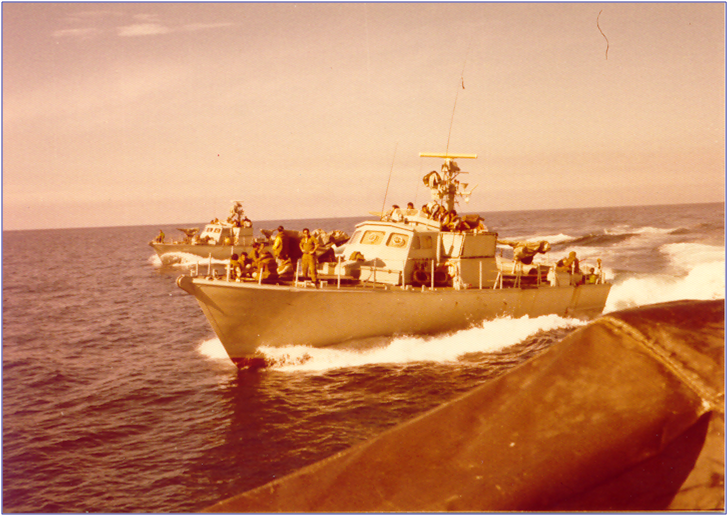
Сторожевой катер «Нахшоль» в учебном походе, 1978 год.
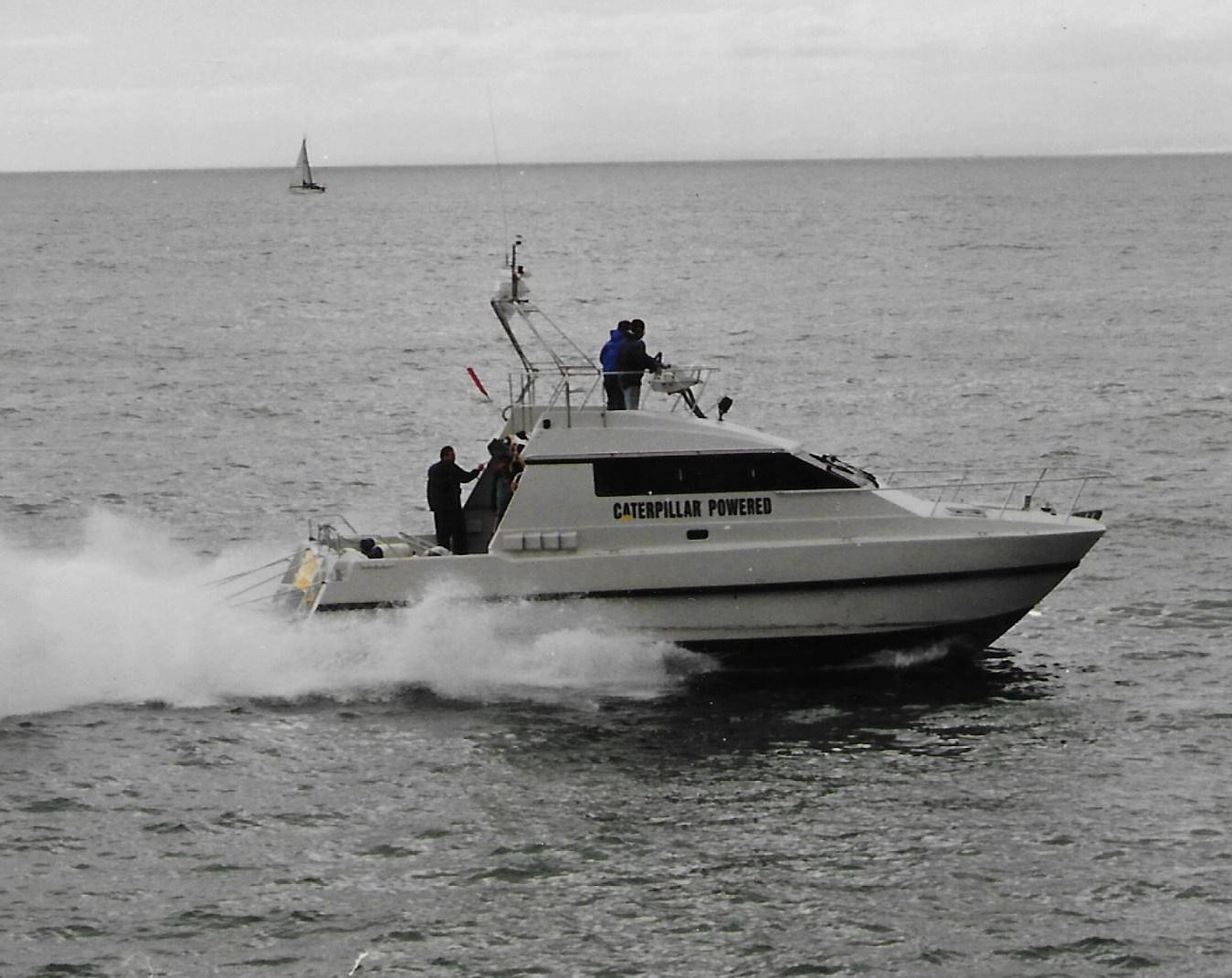
Быстроходный сторожевой катер модели «Нахшоль», в Эйлатском заливе
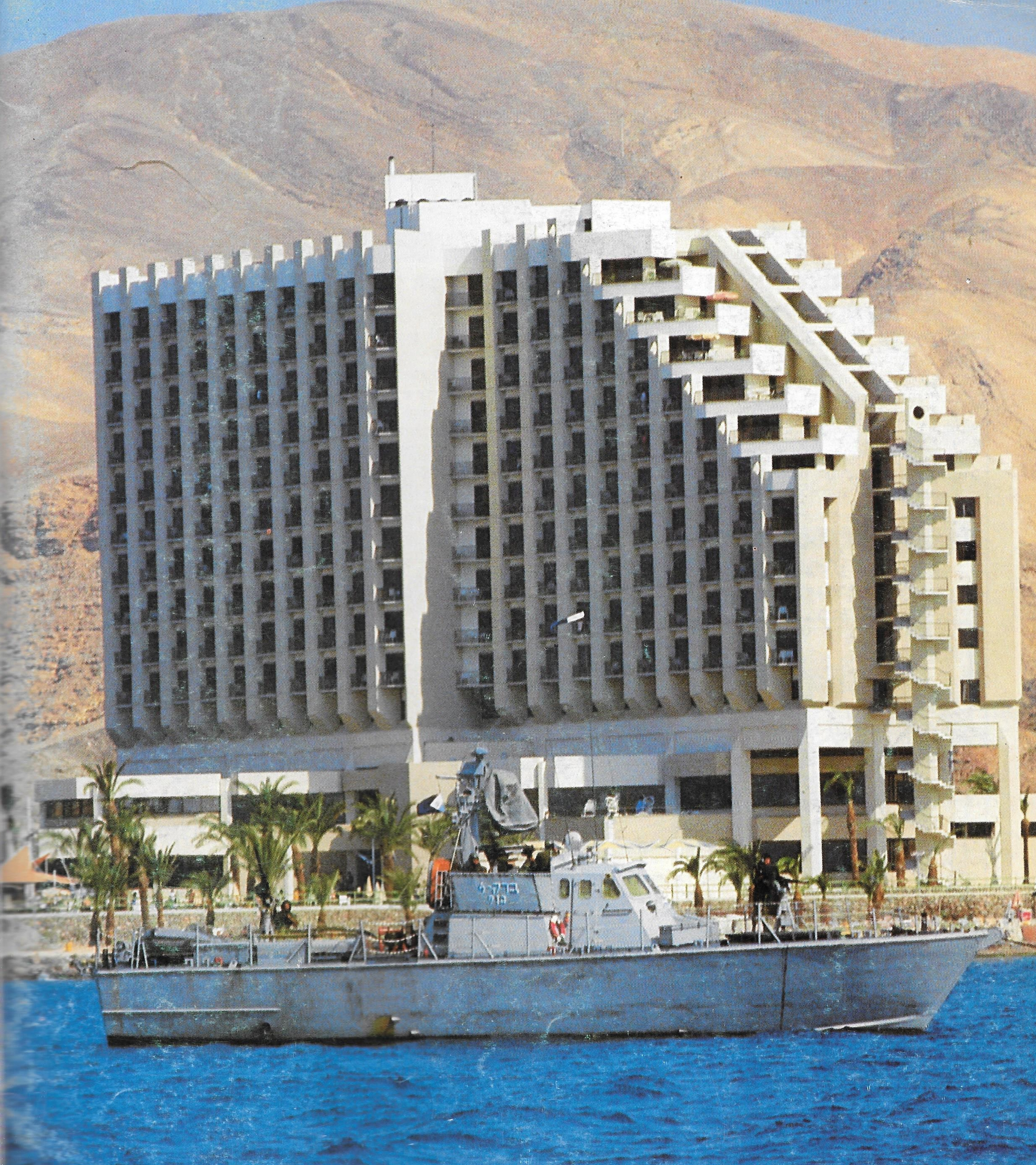
Сторожевой корабль «Дабур» охраняет отдыхающих в районе отелей в Эйлате, 1987 год
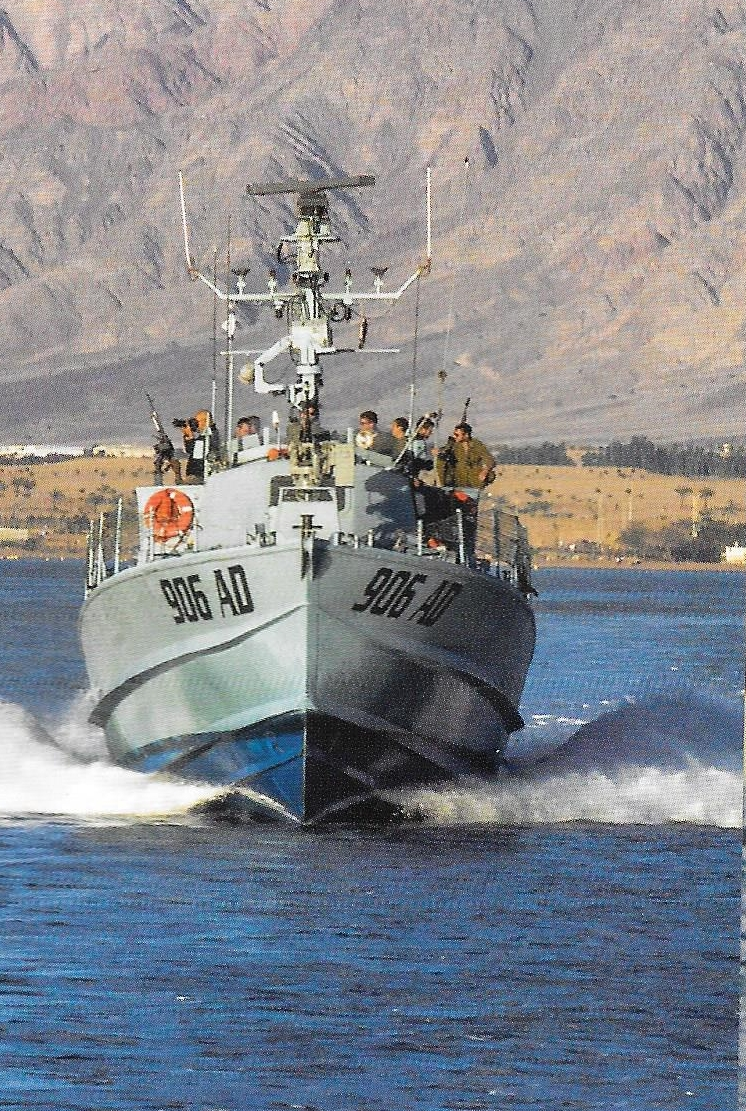
«Дабур» 906 в Эйлатском заливе
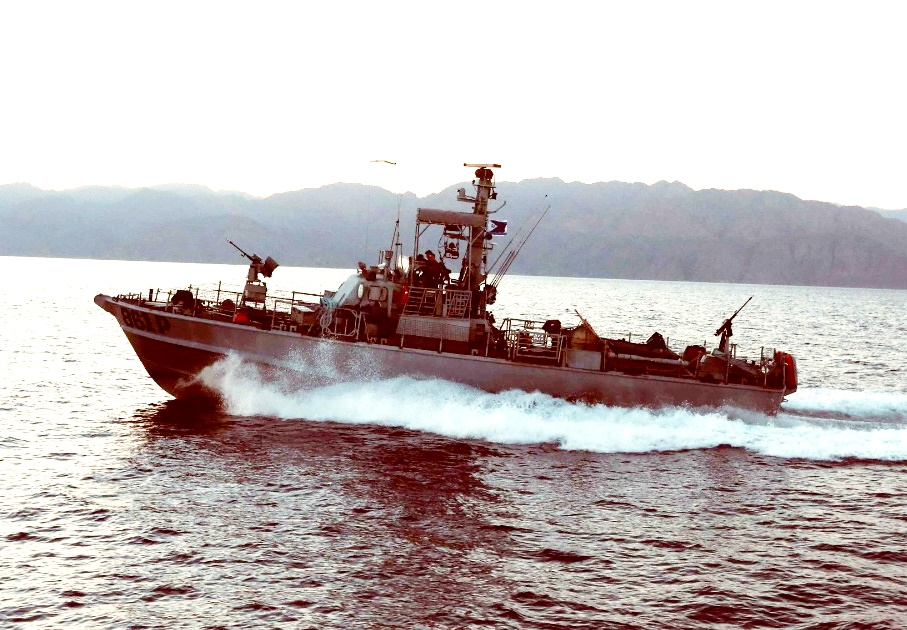
Сторожевой катер «Двора» в Эйлатском заливе, 2020 год
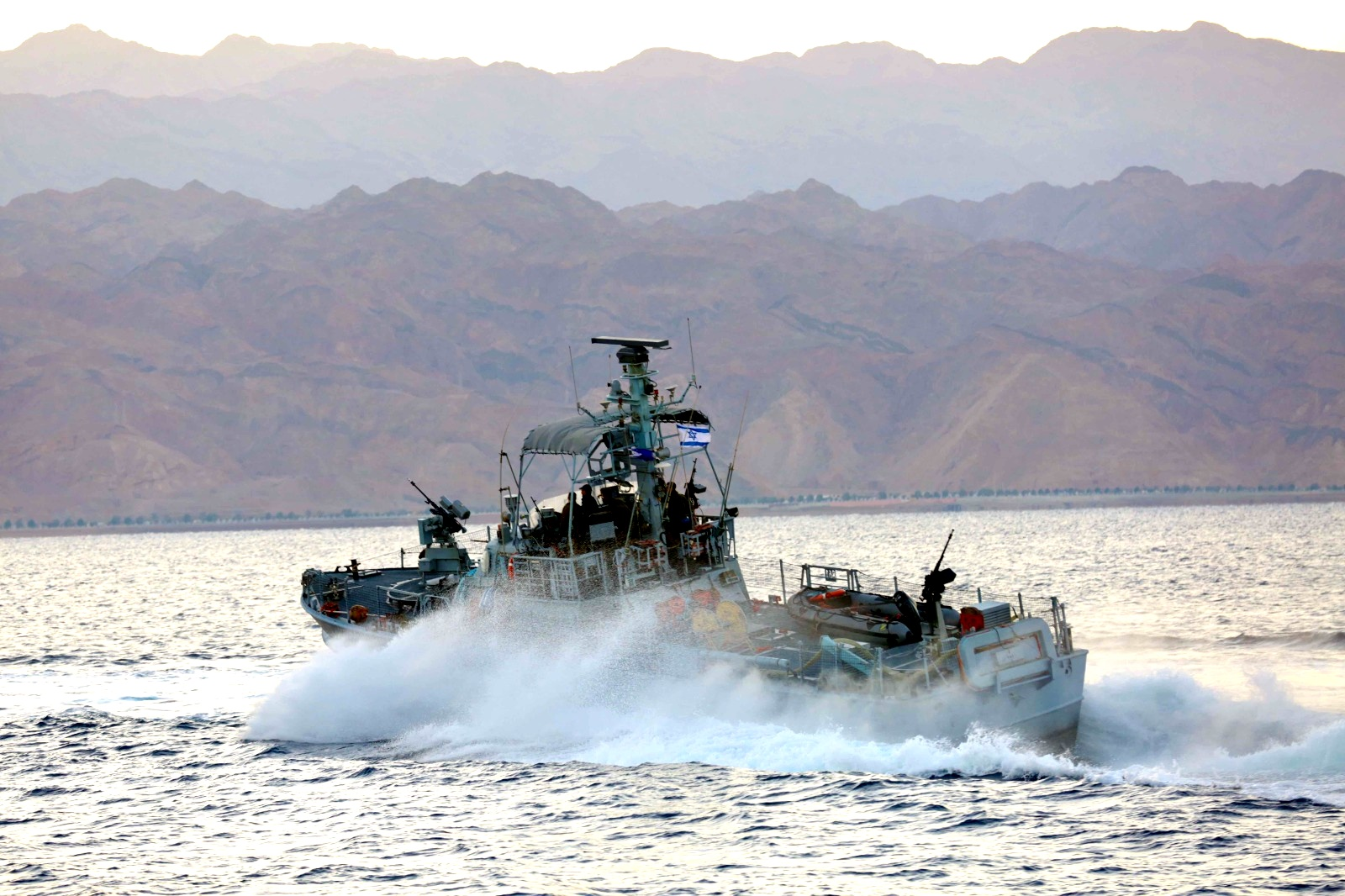
Сторожевой корабль «Дабур» в Эйлатском заливе, 2020 год

## Командиры эскадры
Командиром эскадры является морской офицер в звании майора, прошедший курс управления судном в школе военно-морского командования или командование ракетным кораблём в Шайетет 3.
| Имя командира    | Период командования | Комментарии                | Изображение |
| ---------------- | ------------------- | -------------------------- | ----------- |
| Герцль Шахаф     | 1970 — 1971         |                            |             |
| Ури Цур          | 1971 — 1972         |                            |             |
| Ами Аялон        | 1972 — 1973         | До войны Судного дня       |             |
| Исраэль Пташник  | 1973                | Во время войны Судного дня |             |
| Авраам Бен-Зеев  | 1973 — 1974         |                            |             |
| Давид Бахар      | 1974 — 1975         |                            |             |
| Дуби Гесер       | 1975 — 1975         |                            |             |
| Майк Эльдар      | 1975 — 1976         |                            |             |
| Цви Янай         | 1976 — 1977         |                            |             |
| Шмуэль Перес     | 1977 — 1978         |                            |             |
| Дуби Барам       | 1978 — 1980         |                            |             |
| Иехуда Йафе      | 1980 — 1982         |                            |             |
| Гершон Неве      | 1982 — 1982         | Эвакуация Шарм-эш-Шейха    |             |
| Гиора Боксер     |                     |                            |             |
| Авраами Сролович |                     |                            |             |
| Дуди Ментин      |                     |                            |             |
| Рони Дабани      | 1989 — 1991         |                            |             |
| Азриэль Рам      | 1991 — 1992         |                            |             |
| Шаули Ницан      | 1992 — 1993         |                            |             |
| Авидан Бар-Села  | 1993 — 1994         |                            |             |
| Менахем Леви     | 1994 — 1995         |                            |             |
| Гиора Даш        | 1995 — 1997         |                            |             |
| Алон Вайс        | 1997 — 1999         |                            |             |
| Коби Риф         | 1999 — 2001         |                            |             |
| Иссахар Индиг    | 2001 — 2003         |                            |             |
| Амир Гутман      | 2003 — 2004         |                            |             |
| Цвика Шахар      | 2004 — 2006         |                            |             |
| Янив Шахар       | 2006 — 2007         |                            |             |
| Мики Коэн        | 2007 — 2010         |                            |             |
| Ронен Маркам     | 2010 — 2012         |                            |             |
| Ира Лиф          | 2012 — 2014         |                            |             |
| Стивен Гордон    | 2014 — 2016         |                            |             |
| Йонатан Кудиш    | 2016 — 2017         |                            |             |
| Таль Коэн        | 2017 — 2019         |                            |             |
| Йоад Торан       | 2019 — 2021         |                            |             |